# Copa del Rey 1995/96
Die Copa del Rey 1995/96 war die 92. Austragung des spanischen Fußballpokals.
Der Wettbewerb startete am 6. September 1995 und endete mit dem Finale am 10. April 1996 im Estadio La Romareda (Saragossa). Titelverteidiger des Pokalwettbewerbs war Deportivo La Coruña. Den Titel gewann Atlético Madrid durch einen 1:0-Erfolg nach Verlängerung im Finale gegen den FC Barcelona. Da sich die Madrilenen in der Saison 1995/96 als Meister für die UEFA Champions League qualifizierten, nahm der FC Barcelona am Europapokal der Pokalsieger 1996/97 teil.

## Erste Hauptrunde
Die Hinspiele wurden am 6. und 7. September, die Rückspiele am 20. und 21. September 1995 ausgetragen.
|                       | Gesamt          |                   | Hinspiel | Rückspiel |
| --------------------- | --------------- | ----------------- | -------- | --------- |
| Sestao SC             | 3:4             | Deportivo Alavés  | 0:1      | 3:3       |
| CE Andorra            | (a)4:4(a)       | FC Villarreal     | 3:0      | 1:4       |
| SD Beasain            | 1:5             | CD Logroñés       | 1:1      | 0:4       |
| CD Colonia Moscardó   | (a)4:4(a)       | CD Leganés        | 3:2      | 1:2       |
| CD Utrera             | 1:5             | FC Córdoba        | 1:1      | 0:4       |
| SCD Durango           | 2:1             | SD Huesca         | 1:0      | 1:1       |
| CD Santa Ana          | 1:6             | FC Getafe         | 0:3      | 1:3       |
| CD Aurrerá de Vitoria | 1:2             | SD Eibar          | 0:0      | 1:2       |
| Real Unión Irún       | 0:5             | CA Osasuna        | 0:1      | 0:4       |
| FC Andorra            | 3:1             | FC Palamós        | 1:0      | 2:1       |
| UDA Gramenet          | 1:6             | UE Lleida         | 0:2      | 1:4       |
| CD Castellón          | 1:3             | UD Levante        | 1:0      | 0:3       |
| UD San Sebastián      | (a)2:2(a)       | CD Numancia       | 2:2      | 0:0       |
| Yeclano CF            | 0:2             | FC Novelda        | 0:0      | 0:2       |
| CD Toledo             | 0:3             | Real Valladolid   | 0:1      | 0:2       |
| FC Pontevedra         | 2:3             | CD As Pontes      | 2:2      | 0:1       |
| UD Las Palmas         | 2:1             | CD Mensajero      | 2:1      | 0:0       |
| CD San Pedro          | 2:3             | CA Marbella       | 2:1      | 0:2       |
| AEC Manlleu           | 1:3             | RCD Mallorca      | 0:1      | 1:2       |
| CD Talavera           | (a)3:3(a)       | Cultural Leonesa  | 2:2      | 1:1       |
| FC Extremadura        | 4:0             | CD Badajoz        | 2:0      | 2:0       |
| Vélez CF              | (a)3:3(a)       | Real Jaén         | 1:1      | 2:2       |
| FC Málaga             | 1:1 (?:? i. E.) | Écija Balompié    | 1:0      | 0:1       |
| FC Elche              | 0:1             | Hércules Alicante | 0:1      | 0:0       |
| Racing de Ferrol      | 3:1             | CD Ourense        | 11:0 1   | 2:1       |
| Almería CF            | 5:1             | Albacete Balompié | 4:1      | 1:0       |

## Zweite Hauptrunde
Die Hinspiele wurden am 24. und 25. Oktober, die Rückspiele am 7., 8. und 9. November 1995 ausgetragen.
|                  | Gesamt          |                    | Hinspiel | Rückspiel |
| ---------------- | --------------- | ------------------ | -------- | --------- |
| Racing de Ferrol | 1:5             | Sporting Gijón     | 1:1      | 0:4       |
| FC Andorra       | 4:2             | FC Getafe          | 3:0      | 1:2       |
| CA Marbella      | 1:3             | Rayo Vallecano     | 0:0      | 1:3       |
| FC Extremadura   | 2:4             | Espanyol Barcelona | 1:1      | 1:3       |
| Vélez CF         | 01:10           | CD Teneriffa       | 1:2      | 0:8       |
| UD Las Palmas    | (a)1:1(a)       | CD Leganés         | 1:1      | 0:0       |
| Deportivo Alavés | 1:5             | Athletic Bilbao    | 0:1      | 1:4       |
| Almería CF       | 2:6             | Atlético Madrid    | 1:4      | 1:2       |
| CE Andorra       | 2:5             | UD Levante         | 1:1      | 1:4       |
| CD Numancia      | 2:2 (9:8 i. E.) | Real Sociedad      | 2:0      | 0:2       |
| CD Logroñés      | 1:5             | Racing Santander   | 1:2      | 1:3       |
| SD Eibar         | 1:2             | SD Compostela      | 1:0      | 0:2       |
| CA Osasuna       | 4:7             | Real Oviedo        | 3:3      | 1:4       |
| FC Córdoba       | 1:5             | CP Mérida          | 1:3      | 0:2       |
| UE Lleida        | 1:2             | Écija Balompié     | 0:2      | 1:0       |
| RCD Mallorca     | 0:0 (1:4 i. E.) | FC Valencia        | 0:0      | 0:0       |
| FC Novelda       | 0:2             | Hércules Alicante  | 0:0      | 0:2       |
| Cultural Leonesa | 2:4             | Real Valladolid    | 1:1      | 1:3       |
| CD As Pontes     | 1:2             | Celta Vigo         | 0:0      | 1:2       |
| SCD Durango      | 0:6             | UD Salamanca       | 0:2      | 0:4       |

## Dritte Hauptrunde
Die Hinspiele wurden am 28. und 29. November, die Rückspiele am 13. und 14. Dezember 1995 ausgetragen.
|                   | Gesamt |                    | Hinspiel | Rückspiel |
| ----------------- | ------ | ------------------ | -------- | --------- |
| Atlético Madrid   | 8:5    | CP Mérida          | 4:1      | 4:4       |
| UD Salamanca      | 1:3    | Athletic Bilbao    | 0:0      | 1:3       |
| SD Compostela     | 2:1    | Real Valladolid    | 1:0      | 1:1       |
| CD Leganés        | 1:6    | Espanyol Barcelona | 0:1      | 1:5       |
| CD Numancia       | 1:0    | Racing Santander   | 0:0      | 1:0       |
| Écija Balompié    | 2:5    | Sporting Gijón     | 2:0      | 0:5       |
| UD Levante        | 2:6    | CD Teneriffa       | 1:0      | 1:6       |
| FC Andorra        | 0:7    | Celta Vigo         | 0:5      | 0:2       |
| Hércules Alicante | 2:1    | Rayo Vallecano     | 1:1      | 1:0       |
| Real Oviedo       | 1:2    | FC Valencia        | 1:1      | 0:1       |

## Achtelfinale
Die Hinspiele wurden am 9., 10. und 11. Januar, die Rückspiele am 17. und 18. Januar 1996 ausgetragen.
|                     | Gesamt    |                | Hinspiel | Rückspiel |
| ------------------- | --------- | -------------- | -------- | --------- |
| Athletic Bilbao     | (a)3:3(a) | Real Saragossa | 2:3      | 1:0       |
| Atlético Madrid     | 3:2       | Betis Sevilla  | 1:1      | 2:1       |
| Celta Vigo          | 1:4       | FC Valencia    | 1:1      | 0:3       |
| Deportivo La Coruña | 2:3       | CD Teneriffa   | 1:1      | 1:2       |
| Espanyol Barcelona  | 5:3       | Real Madrid    | 4:1      | 1:2       |
| Hércules Alicante   | 1:4       | FC Barcelona   | 0:0      | 1:4       |
| CD Numancia         | 2:1       | Sporting Gijón | 2:1      | 0:0       |
| FC Sevilla          | 3:1       | SD Compostela  | 2:1      | 1:0       |

## Viertelfinale
Die Hinspiele wurden am 30. und 31. Januar, die Rückspiele am 13., 14. und 15. Februar 1996 ausgetragen.
|                    | Gesamt    |                 | Hinspiel | Rückspiel |
| ------------------ | --------- | --------------- | -------- | --------- |
| Espanyol Barcelona | (a)1:1(a) | Real Saragossa  | 0:0      | 1:1       |
| CD Numancia        | 3:5       | FC Barcelona    | 2:2      | 1:3       |
| FC Sevilla         | 1:3       | FC Valencia     | 1:1      | 0:2       |
| CD Teneriffa       | 0:3       | Atlético Madrid | 0:0      | 0:3       |

## Halbfinale
Die Hinspiele wurden am 21. und 22. Februar, die Rückspiele am 28. und 29. Februar 1996 ausgetragen.
|              | Gesamt |                    | Hinspiel | Rückspiel |
| ------------ | ------ | ------------------ | -------- | --------- |
| FC Barcelona | 4:2    | Espanyol Barcelona | 1:0      | 3:2       |
| FC Valencia  | 5:6    | Atlético Madrid    | 3:5      | 2:1       |

## Finale
| Atlético Madrid                           | Atlético Madrid | FC Barcelona | FC Barcelona |
| ----------------------------------------- | --- | --- | ------------ |
| Atlético Madrid                           | \| 10. April 1996 in Saragossa (La Romareda) \| \| Ergebnis: 1:0 n. V. \| \| Zuschauer: 32.500 \| \| Schiedsrichter: Manuel Díaz Vega \| | \| 10. April 1996 in Saragossa (La Romareda) \| \| Ergebnis: 1:0 n. V. \| \| Zuschauer: 32.500 \| \| Schiedsrichter: Manuel Díaz Vega \| | FC Barcelona |
| Atlético Madrid                           | José Francisco Molina – Delfí Geli, Santi, Roberto Solozábal, Toni – Diego Simeone, Juan Vizcaíno (82. Leonardo Biagini), José Luis Caminero, Milinko Pantić – Kiko (84. Roberto), Ljuboslaw Penew (61. Juanma López) Cheftrainer: Radomir Antić ( BR Jugoslawien) | Carles Busquets – Albert Celades (17. Albert Ferrer), Miguel Ángel Nadal, Gheorghe Popescu, Sergi – Guillermo Amor, Pep Guardiola, José Mari Bakero (61. Roger), Gheorghe Hagi – Luís Figo (75. Robert Prosinečki), Jordi Cruyff Cheftrainer: Johan Cruyff ( Niederlande) | FC Barcelona |
| Atlético Madrid                           | 1:0 Milinko Pantić (102.) | | FC Barcelona |
| Atlético Madrid                           | Santi (25.), Toni (35.), Roberto Solozábal (113.), José Francisco Molina (118.) | José Mari Bakero (18.), Sergi Barjuan (26.), Gheorghe Hagi (36.), Miguel Ángel Nadal (66.), Roger (105.) | FC Barcelona |
| Atlético Madrid                           | Roberto Solozábal (116.) | Sergi Barjuan (117.) | FC Barcelona |
| 10. April 1996 in Saragossa (La Romareda) | | |              |
| Ergebnis: 1:0 n. V.                       | | |              |
| Zuschauer: 32.500                         | | |              |
| Schiedsrichter: Manuel Díaz Vega          | | |              |